# Tmarus pauper
Tmarus pauper là một loài nhện trong họ Thomisidae.
Loài này thuộc chi Tmarus. Tmarus pauper được Octavius Pickard-Cambridge miêu tả năm 1892.